# Gore-Tex

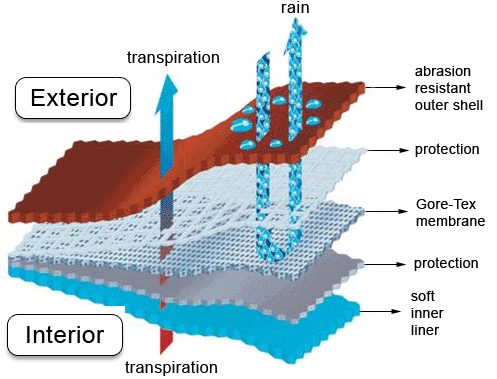
Схематическая диаграмма композитной ткани из гортекса для верхней одежды.

Gore-tex (читается гортэ́кс) — мембранная ткань, производящаяся фирмой «W. L. Gore and Associates». Применяется для изготовления специальной одежды и обуви.
Ткань Gore-tex может быть как двухслойная — такая мембрана используется в изделиях с подкладкой, так и трёхслойная, где используются внешняя ткань, мембрана (ламинируется на внешнюю ткань) и внутренняя ткань (подкладка для защиты мембраны). Мембрана Гортекс производится из фторопласта (тефлона). Основным свойством материала является водонепроницаемость (W/P мм) и паровыводимость M/P г/м²/24 часа. Эта мембрана представляет собой очень тонкую фторопластовую плёнку и имеет большое количество отверстий на единицу площади (около 1,4 млрд пор на 1 см²).
Водостойкость Gore-tex может составлять от 10 000 мм водяного столба и далее в зависимости от применяемых технологий при производстве мембраны. Высокая водостойкость необходима потому, что тело человека оказывает на одежду большое давление. Это давление может составлять более 10 000 мм водяного столба (оно появляется на плечах человека при втирании воды лямками рюкзака). В Gore-tex применяются мембраны с поровой структурой, за счёт этого такая ткань обладает высокой паропроницаемостью и выводит не капли, как беспоровые мембраны, а молекулы воды.
Ткань была изобретена Уилбертом Гором и его сыном Робертом Гором в 1969 году.
Срок действия патента на Gore-Tex уже истёк в 1990 году и на мировом рынке стали фигурировать фирмы, использующие такие же или подобные технологии.